# Kali Rocha
Kali Michele Rocha (Memphis, 5 december 1971) is een Amerikaans actrice.
In 1993 studeerde ze af na een opleiding drama aan de Carnegie Mellon University.  Haar kleine rol als de stewardess die op de luchthaven in een gevecht betrokken raakt met Ben Stillers karakter in zowel Meet the Parents als Meet the Fockers bezorgde haar een grote bekendheid.  Ze had ook een wederkerende rol in de televisieserie Buffy the Vampire Slayer en speelde onder andere in de televisiefilm Family Plan. Sinds seizoen 2 uit 2008 heeft ze een rol als Dr. Sydney Heron in Grey's Anatomy. In een regie van Erik Van Looy werkt ze mee aan The Loft, de Amerikaanse remake van Loft.
Ze is in 2006 gehuwd en sinds 2008 moeder van een kind.

## Filmografie (onvolledig)
- The Crucible (1996)
- The Object of My Affection (1998)
- Meet the Parents (2000)
- Meet the Fockers (2004)
- Over Her Dead Body (2008)
- TiMER (2009)
- Buried (2010)

### Televisie
- Buffy the Vampire Slayer (2000-2002)
- Teachers. (2006)
- Grey's Anatomy (2006-2007)
- Sherri (2009)
- Liv and Maddie (2013-2017)
- Man with a Plan (2016-2017)